# Sitaris cerambycina
Sitaris cerambycina là một loài bọ cánh cứng trong họ Meloidae. Loài này được Martinez de la Escalera miêu tả khoa học năm 1906.